# Ožďany
Ožďany é um município da Eslováquia, situado no distrito de Rimavská Sobota, na região de Banská Bystrica. Tem 37,17 km² de área e sua população em 2018 foi estimada em 1.663 habitantes.

## Demografia
| Ano:        | 1994 | 2004   | 2014   | 2024   |
| ----------- | ---- | ------ | ------ | ------ |
| Broj ljudi: | 1516 | 1574   | 1641   | 1583   |
| Razlika:    |      | +3,82% | +4,25% | -3,53% |

| Ano:               | 2023 | 2024   |
| ------------------ | ---- | ------ |
| Número de pessoas: | 1590 | 1583   |
| Diferença:         |      | -0,44% |